# Bataille de Saint-Marin
- Campagne en Libye et en Égypte
- Tunisie
- Balkans
- Méditerranée
- Italie
- Sud de la France

Batailles
Invasion de la Sicile
- Lampedusa
- Corkscrew
- Mincemeat
- Barclay
- Animals
- Chestnut
- Narcissus
- Fustian
- Ladbroke
- Gela
- Troina
- Centuripe

Invasion de l'Italie
- Baytown
- Avalanche
- Rome
- Slapstick
- Armistice de Cassibile
- Achse
- Naples
- Bombardement du Vatican
- Ligne Volturno
- Libération de la Corse
- Ligne Barbara
- Bombardement de Bari

Ligne Gustave
- Ligne Bernhardt
- Raincoat
- San Pietro Infine
- Rivière Moro
- Ortona
- Rivière Rapido
- Monte Cassino
- Shingle
- Cisterna
- Diadem
- Strangle
- Ligne Trasimene
- Libération de Rome
- Ancône
- Brassard

Ligne gothique
- Rimini
- Saint-Marin
- Gemmano
- Montecieco
- Monte Castello
- Garfagnana

Offensive du printemps 1945
- Tombola
- Bowler
- Roast
- Bologne
- Argenta Gap
- Herring
- Collecchio

Guerre civile italienne

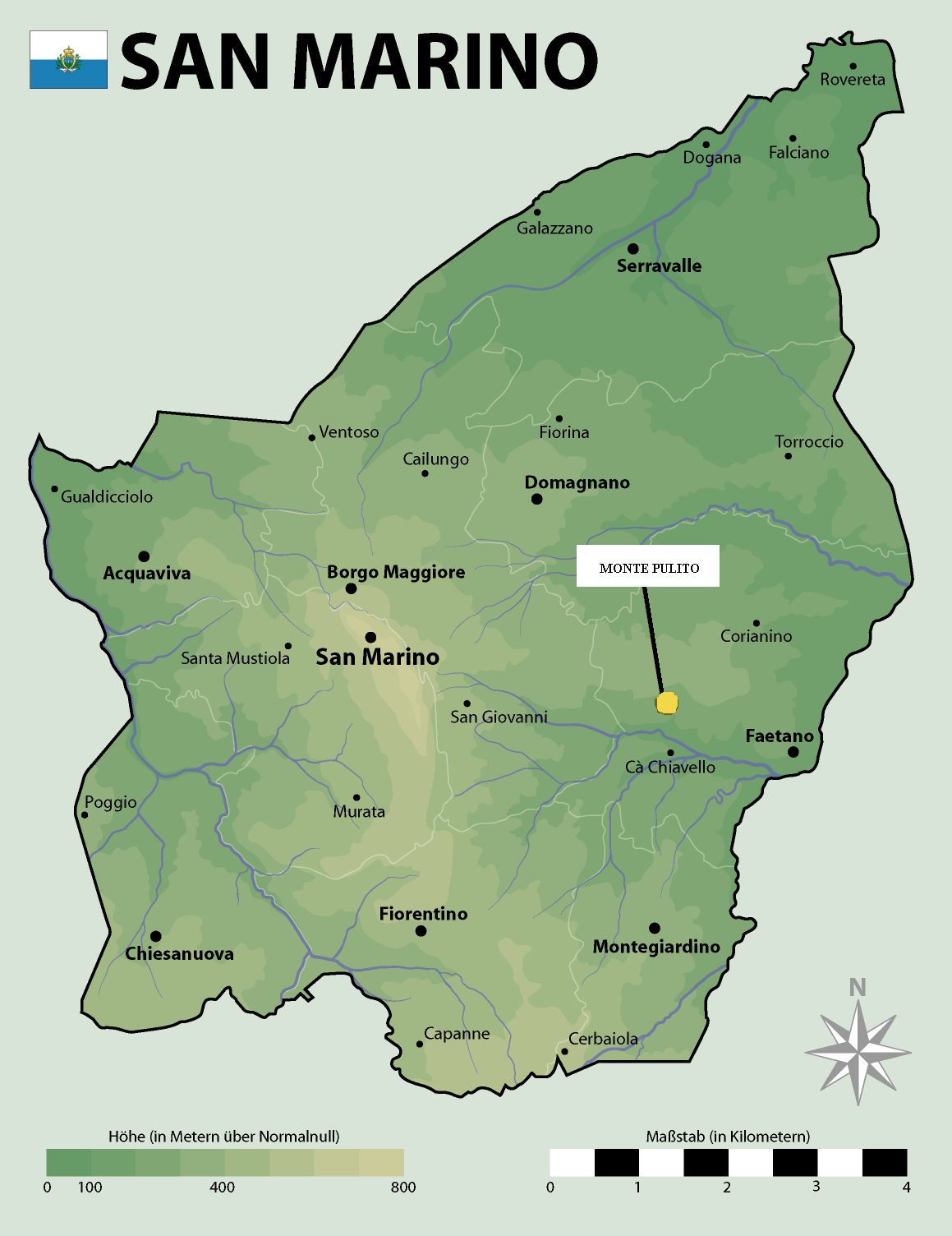
Situation de Monte Pulito

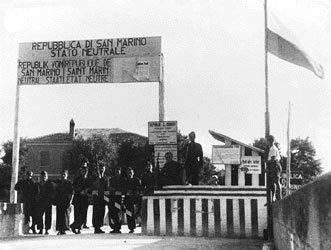
Pancarte affichant la neutralité à Saint-Marin

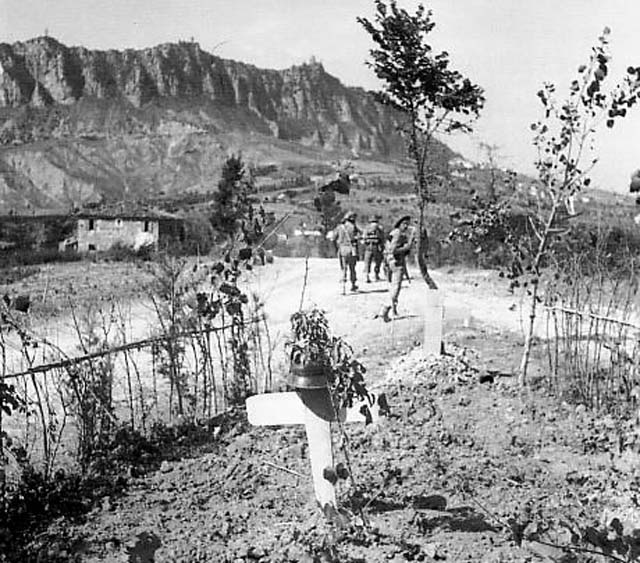
Les troupes alliées à San Marino, septembre 1944

La Bataille de San Marino, Bataille de Saint-Marin ou Bataille de monte Pulito, est une péripétie de la phase offensive pendant la campagne d'Italie lancée par l'armée alliée afin de percer la ligne Gothique sur l'Adriatique afin de libérer Saint-Marin.

## Contexte
La République de Saint-Marin avait déclaré sa neutralité dans la guerre et était restée peu affectée par les événements en Europe jusqu'en 1944, quand les forces alliées débarquèrent en Italie du sud.
La ligne Gothique, position stratégique défensive allemande traversait la péninsule au sud de la frontière de Saint-Marin.
Dans le cadre de l'opération Olive, lancée à la fin du mois d'août, l'attaque de la partie orientale de la ligne, visait à atteindre Rimini, passant juste à l'est de Saint-Marin, en laissant la petite république à l'écart des combats.
Le 27 juin 1944 les Alliés ayant la conviction que l'armée allemande avait pris des positions sur le territoire, le pays est bombardé par la Royal Air Force, tuant 35 personnes.
En réponse aux mouvements alliés, les Allemands envoient une petite force à Saint-Marin afin de préserver leurs lignes de communication et de placer des observateurs d'artillerie.

## La bataille
Après quelques jours, l'offensive alliée est stoppée au sud de Rimini par une forte résistance allemande et par des phénomènes météorologiques violents. Les forces britanniques et indiennes ont commencé se diriger vers la ligne de front proche de Saint-Marin.
Le 17 septembre la 4e Division indienne attaque les forces du 278e Division d'Infanterie, tenant deux collines à la frontière saint-marinaise ; après de violents combats pour prendre le contrôle des collines, la situation se stabilise le 19 septembre, et les forces alliées commencent à entrer dans la ville même de Saint-Marin qui est prise au cours de l'après-midi du 20 septembre. La 4e Division indienne quitte le pays le 21, laissant la ville sous le contrôle des forces de défense locales.

## Conséquences
Après la capitulation allemande, les forces alliées sont restés à Saint-Marin pendant une courte période, puis ont repris leur action afin de libérer Rimini.

### Les dommages de guerre
En octobre 1945, après la fin de la guerre, le Gouvernement Saint-Marinais a présenté au gouvernement britannique une demande d'indemnisation de 732 millions de lires au titre de dommages de guerre, dont 500 millions de lires pour les dommages des combats de septembre et 20 millions de lires pour les coûts de l'occupation.
Le gouvernement britannique a rejeté cette demande, faisant valoir que, comme l'Allemagne avait violé la neutralité des Saint-Marin, avant que les troupes alliées soient entrées dans le pays, il n'était pas responsable ; Il a cependant fait une offre de paiement à titre gracieux de 26 000 £ pour le bombardement de juin. Ce chiffre a été porté finalement à 80 000 £.